# Leo Jogiches
Leon "Leo" Jogiches (ryska: Лев "Лео" Йогихес, Lev "Leo" Jogiches), född 17 juli 1867 i Vilna i guvernementet Vilna, död 10 mars 1919 i Berlin, även känd under partinamnet Jan Tyszka, var en rysk-judisk kommunist och en av grundarna av Tysklands kommunistiska parti (KPD).
Leo Jogiches var aktiv som revolutionär politiker i Ryssland och Polen, och framförallt i Tyskland där han arbetade med Rosa Luxemburg som han under spridda perioder även hade ett komplicerat kärleksförhållande med. Jogiches var tillsammans med Luxemburg och Karl Liebknecht en av grundarna av Spartacusförbundet som kämpade för en kommunistisk revolution i Tyskland 1918–1919, känt som tyska novemberrevolutionen. Jogiches mördades efter revolutionens misslyckande.